# John Calley
John Nicholas Calley (Nova Jérsei, 8 de julho de 1930 — Los Angeles, 13 de setembro de 2011) foi um produtor cinematográfico e empresário norte-americano.

## Filmografia
Ele foi o produtor de todos os filmes, a menos que indicado de outra forma.

### Filmes
| Ano  | Filmes                       | Creditado          | Notas                     |
| ---- | ---------------------------- | ------------------ | ------------------------- |
| 1963 | The Wheeler Dealers          | Produtor associado |                           |
| 1963 | Face in the Rain             |                    |                           |
| 1964 | The Americanization of Emily | Produtor associado |                           |
| 1965 | The Sandpiper                | Produtor associado |                           |
| 1965 | The Loved One                |                    |                           |
| 1965 | The Cincinnati Kid           | Produtor associado |                           |
| 1966 | Eye of the Devil             |                    |                           |
| 1967 | Don't Make Waves             |                    |                           |
| 1968 | Ice Station Zebra            |                    | Não creditado             |
| 1969 | Castle Keep                  |                    |                           |
| 1970 | Catch-22                     |                    |                           |
| 1989 | Fat Man and Little Boy       | Produtor executivo |                           |
| 1990 | Postcards from the Edge      |                    |                           |
| 1993 | The Remains of the Day       |                    |                           |
| 2004 | Closer                       |                    |                           |
| 2006 | The Da Vinci Code            |                    |                           |
| 2007 | The Jane Austen Book Club    |                    |                           |
| 2009 | Angels & Demons              |                    | Filme final como produtor |

Como ator
| Ano  | Filmes          | Personagem     |
| ---- | --------------- | -------------- |
| 1997 | One Night Stand | Pai de Charlie |

### Televisão
| Ano  | Título      | Credito            |
| ---- | ----------- | ------------------ |
| 2007 | The Company | Produtor executivo |